# Rejon koczeniewski
Rejon koczeniewski (ros. Коченёвский район) – rejon będący jednostką podziału administracyjnego rosyjskiego obwodu nowosybirskiego.

## Historia
Początki rosyjskiej obecności na terenach dzisiejszego rejonu koczeniewskiego sięgają połowy XVII wieku. Osada Koczeniewo nadające nazwę regionowi pojawia się na mapach już w 1640 roku. W XVIII wieku wytyczony zostaje trakt handlowy prowadzący przez te tereny, co sprawia, że wokół niego zaczynają rozwijać się kolejne osiedla ludzkie. Kolejna faza rozwoju przychodzi wraz z poprowadzeniem przez te ziemie Kolei Transsyberyjskiej, co sprawia, że Koczeniewo i otaczające je wioski zyskują ważne znaczenie transportowe i handlowe. W 1907 roku towary przechodzące przez ten rejon były mniejsze jedynie od tych przeładowywanych w Omsku. W czasach reform Piotra Stołypina rusza na ten teren akcja osadnicza, zwiększa się tym samym liczba ludności zamieszkująca region. W okresie rosyjskiej wojny domowej teren zostaje zajęty przez rząd podległy admirałowi Aleksandrowi Kołczakowi, a następnie przechodzi w ręce bolszewickie. 12 września 1924 roku Syberyjski Komitet Rewolucyjny powołuje do życia rejon koczeniewski. Składał się on z 72 osiedli, skupionych wokół 27 wiejskich rad, a zamieszkany był przez 41 313 ludzi. Znajdowało się tu 26 szkół publicznych, do których uczęszczało 2100 uczniów, do tego mieściły się tu 40 wiejskie czytelnie. Przemysł na tym terenie był słabo rozwinięty, mimo znaczenia transportowego, produkowano głównie masło, przetwarzano żywność, mieściły się tu drobne zakłady rzemieślnicze oraz wytwórcze. Znajdował się tu także urząd pocztowy i telegraf oraz szpital. Jeszcze w 1919 roku bolszewicy podjęli próby kolektywizacji rolnictwa, ale wojna domowa, a później Nowa Polityka Ekonomiczna zmusiły do odsunięcia tych planów na przyszłość. Faza forsownej stalinowskiej kolektywizacji miała miejsce w latach 1929-1935. W 1940 roku w dyspozycji lokalnych kołchozów znajdowało się 202 traktorów i 124 kombajny, a także hodowano w nich 9389 sztuk bydła oraz 15 462 owce. Po niemieckiej agresji na Związek Radziecki w 1941 roku ewakuowano tu kilka zakładów przemysłowych z zachodu kraju. Po wojnie rozwijano nadal rolnictwo. W 1963 rejon składał się z 2 osiedli typu miejskiego i 9 osiedli wiejskich. 13 marca 1963 roku rejon koczeniewski został zlikwidowany, ale już 18 stycznia 1965 powrócił na administracyjne mapy obwodu nowosybirskiego.

## Charakterystyka
Rejon koczeniewski położony jest w środkowej części obwodu nowosybirskiego, w odległości około 60 kilometrów od obwodowej stolicy, miasta Nowosybirsk. Położenie w niedalekiej odległości od Nowosybirska oraz obecności stacji Kolei Transsyberyjskiej sprawia, że region ten dynamicznie się rozwija. Obszar rejonu składa się z trzech części: północnej porośniętej tajgą, środkowej z lasami oraz południowej o charakterze stepowym. Różnice te sprawiają, że rejon nie jest jednorodny pod względem rolnictwa. Głównie zasoby naturalne rejonu koczeniewskiego to: torf, żwir oraz sapropel. Jest on także bogaty w wody mineralne, a na jego obszarze znajduje się fragment jednego z rezerwatów przyrody.
Mieszkańcy rejonu koczeniewskiego żyją przede wszystkim z rolnictwa oraz hodowli bydła i drobiu, a także rybołówstwa. Na terenie rejonu znajduje się kilkanaście dużych zakładów rolniczo-hodowlanych, których obroty sięgają setek milionów rubli rocznie. Działa tu też 18 średnich i dużych zakładów przemysłowych, które zajmują się przede wszystkim przetwarzaniem produktów rolniczych i zwierzęcych, są to m.in. producenci mrożonych warzyw, masła czy pieczywa. Znajdują się tu także przedsiębiorstwa powiązane z przemysłem naftowym, a także wytwarzające cegły i przetwarzające produkty drzewne. Na terenie rejonu znajduje się 46 szkół publicznych różnego typu, 41 klubów kulturalnych, kina, muzeum rejonowe oraz 26 bibliotek. Opiekę zdrowotną zapewnia 6 szpitali, 3 kliniki różnego typu oraz 36 innych placówek medycznych. Administracyjnie podzielony jest on na 2 osiedla typu miejskiego i 14 osiedli typu wiejskiego. Łączna długość dróg na tym obszarze wynosi 254,1 kilometrów, z czego drogi o utwardzonej nawierzchni to 241,1 kilometrów

## Demografia

### Wiadomości ogólne
Według statystyk federalnych na obszarze rejonu w 2010 roku zamieszkiwało 46 753 mieszkańców. Natomiast w 1998 roku liczba ta wyniosła 48 700 ludzi. W ostatnich kilku latach liczba ludności na terenie ziemi koczeniewskiej powoli wzrasta. Średnia miesięczne wynagrodzenie także rośnie, w 2008 roku wynosiło ono 8 608 rubli, a w 2010 roku już 13 183 rubli.

### Liczba ludności w ostatnich latach
| Rok  | Liczba ludności |
| ---- | --------------- |
| 1998 | 48 700          |
| 2007 | 46 484          |
| 2008 | 46 607          |
| 2009 | 46 652          |
| 2010 | 46 753          |